# U 964
U 964 war ein deutsches U-Boot vom Typ VII C, ein sogenanntes „Atlantikboot“, das durch die Deutsche Kriegsmarine während des U-Boot-Krieges im Zweiten Weltkrieg im Nordatlantik eingesetzt wurde.

## Technische Daten
Ein VII C-Boot wurde bei der Überwasserfahrt von zwei 1400 PS starken Dieselmotoren angetrieben und erreichte eine Geschwindigkeit von 17 kn. Unter Wasser konnte so ein U-Boot mithilfe der zwei Elektromotoren mit je 375 PS 7,6 kn Fahrt machen. Die Leistungskraft der Batterien ermöglichte diese Höchstgeschwindigkeit bei der Unterwasserfahrt allerdings nur für eine Stunde. Bei geringerer Geschwindigkeit konnte das Boot theoretisch bis zu drei Tage unter Wasser fahren.
Als VII C-Boot hatte auch U 964 an der Oberfläche eine Wasserverdrängung von 769 t und unter Wasser 871 t. Es war insgesamt 67,1 m lang, 6,2 m breit, 9,6 m hoch mit einem 50,5 m langen Druckkörper und hatte einen Tiefgang von 4,74 m. Das in der Hamburger Werft Blohm & Voss gebaute U-Boot wurde von zwei Viertakt-Dieselmotoren F46 mit je 6 Zylindern und Ladegebläse der Kieler Germaniawerft mit einer Leistung von 2060 bis 2350 kW, bei Unterwasserbetrieb mit zwei Elektromotoren GU 460/8–27 von AEG mit einer Leistung von 550 kW angetrieben. Es hatte zwei Antriebswellen mit zwei 1,23 m großen Schiffsschrauben. Das Boot war zum Tauchen bis in Tiefen von 230 m geeignet.
U 964 war mit fünf 53,3-cm-Torpedorohren – vier am Bug und eins am Heck – und vierzehn Torpedos, einer 8,8-cm-Kanone SK C/35 mit 220 Schuss Munition, einer 3,7-cm-FlaK M42 18/36/37/43 und zwei 2-cm-FlaK C/30 ausgestattet.

## Kommandant
Emmo Hummerjohann wurde am 15. April 1916 in Mellendorf (Kreis Sagan) geboren und trat 1937 in die Kriegsmarine ein. Er wurde am 1. September 1941 zum Oberleutnant zur See befördert. Hummerjohann absolvierte seine U-Bootausbildung im Frühjahr 1942 und fuhr anschließend als Wachoffizier auf U 205. Im Anschluss an seinen Kommandantenlehrgang übernahm Hummerjohann im Frühjahr 1943 das Kommando auf U 964.

## Einsatz und Geschichte
Vom 18. Februar bis zum 30. September 1943 fuhr U 964 als Ausbildungsboot bei der 5. U-Flottille. Am 1. Oktober 1943 wurde das Boot der 6. U-Flottille als Frontboot unterstellt. Kommandant Hummerjohann verließ Kiel mit U 964 am 30. September und erreichte Bergen am 4. Oktober. Von hier lief U 964 am folgenden Tag in Richtung des vorgesehenen Operationsgebietes, die Gewässer um Island, aus.
Nach elf Tagen auf See befand sich das Boot noch immer in der Reichweite alliierter Flugzeuge, als es den Befehl erhielt, sich der U-Bootgruppe Schlieffen anzuschließen und zusammen mit U 470 und U 844 den Geleitzug ON 206 in Rudeltaktik anzugreifen. Die U-Bootgruppe bestand aus 14 U-Booten, die südlich von Island auf die nach Nordamerika zurückkehrenden Geleitzüge warteten. Der Geleitzug befand sich allerdings weit südlich der Boote im Bereich der Westansteuerung nordwestlich der Britischen Inseln und konnte nur mittels der schnelleren Überwasserfahrt erreicht werden. Folgerichtig traten die U-Boote den Überwassermarsch südwärts an, der auch am 16. Oktober während der Tageslichtphase fortgesetzt wurde. Günther Möller, Kommandant von U 844, entdeckte am 15. Oktober alliierte Schiffe, die durch einen starken Geleitschutz gesichert waren, Die beiden Geleitzüge ONS 20 und ON 206 bestanden zusammen aus über hundert Schiffen, die durch einundzwanzig Kriegsschiffe, darunter vier Zerstörer, gesichert wurden. Zusätzlich war eine erhebliche Anzahl an Flugzeugen im Einsatz.

### Versenkung
Am Abend des 16. Oktober wurde U 964 durch eine Consolidated B-24 der 86. Squadron der Royal Air Force entdeckt. Der Pilot des Bombers, einer sogenannten „Liberator“, griff das U-Boot trotz massivem Flak-Feuers an und warf vier Wasserbomben ab. Die U-Bootführung hatte hinsichtlich des Einsatzes der U-Bootgruppe Schlieffen angeordnet, in solchen Situationen nicht mehr abzutauchen, sondern das U-Boot mit Artillerie zu verteidigen, was als erfolgversprechender angesehen wurde, als Alarmtauchen unter Wasserbombenangriff. Angesichts des energischen Abwehrfeuers steuerte der britische Pilot die B-24 außer Reichweite der U-Bootartillerie, begann zu kreisen und forderte Unterstützung an, um einen koordinierten Luft- und Überwasserangriff einzuleiten. Dieser Versuch scheiterte und somit entschloss er sich zu einem weiteren Angriff. Diesmal traf eine der drei dabei eingesetzten Wasserbomben in unmittelbarer Nähe des Bootes und zerstörte U 964. (Lage). Die B-24 sichtete 35 deutsche Überlebende, die im Wasser trieben, aber obwohl sich Überwassereinheiten im Seegebiet befanden, wurden von britischer Seite keine Rettungsmaßnahmen eingeleitet. Drei Mann der 50-köpfigen Besatzung konnten am Morgen des nächsten Tages an Bord von U 231 genommen werden, nachdem sie stundenlang in einer Ölfläche im Wasser getrieben hatten. Ebenfalls am 16. Oktober wurden auch U 470 und U 844 von alliierten Flugzeugen versenkt.